# Communauté de meubles et acquêts en France
Pour un article plus général, voir Droit des régimes matrimoniaux en France.
La communauté de meubles et acquêts en droit français est le régime légal en vigueur jusqu'à la loi du 13 juillet 1965. Il s'applique aux époux :
- mariés avant le 1er février 1966 sans avoir fait précéder leur union d'un contrat de mariage, en tant que régime légal ;
- mariés à compter du 1er février 1966, qui ont choisi ce régime par contrat de mariage.

## Composition du patrimoine commun
La communauté se compose de :
- l'ensemble des biens meubles (y compris les offices ministériels, les fonds de commerce, les droits de propriété littéraire et artistique, les créances, etc.) que les époux possèdent au jour de leur mariage, et de ceux qui leur reviennent pendant le mariage par succession ou donation (sauf clause de non-rapport à la communauté, prévue dans l'acte) ;
- tous les biens meubles et immeubles acquis à titre onéreux pendant le mariage ;
- tous les fruits, revenus, intérêts et arrérages de quelque nature qu'ils soient, échus ou perçus pendant le mariage et provenant des biens qui appartenaient aux époux avant leur mariage, ou de ceux qui leur sont dévolus pendant le mariage à quelque titre que ce soit.

Sont considérés comme biens propres, les immeubles possédés par les époux au jour du mariage, ainsi que ceux reçus par héritage ou donation après cette date.

## Règles du régime légal
Les pouvoirs des époux sur les biens et les règles applicables en cas de dissolution du mariage sont celles du régime légal de la communauté réduite aux acquêts.